# Клеј су Боа
Клеј су Боа (фр. Clayes-sous-Bois) насеље је и општина у Француској у региону Париски регион, у департману Ивлен која припада префектури Versailles.
По подацима из 2011. године у општини је живело 17.678 становника, а густина насељености је износила 2893,29 становника/km². Општина се простире на површини од 6,11 km². Налази се на средњој надморској висини од 137 метара (максималној 178 m, а минималној 110 m).

## Демографија
| 1962. | 1968. | 1975.  | 1982.  | 1990.  | 1999.  | 2011.  |
| ----- | ----- | ------ | ------ | ------ | ------ | ------ |
| 6.079 | 9.954 | 14 695 | 17 158 | 16.819 | 17.059 | 17.678 |

График промене броја становника у току последњих година